# اث منصور
اث منصور (به عربی: آث منصور) یک شهرستان الجزایر در الجزایر است که در استان بویره واقع شده‌است. اث منصور ۱۰٬۰۷۷ نفر جمعیت دارد.